# Mistrovství světa ve fotbale hráčů do 16 let 1989
Mistrovství světa ve fotbale hráčů do 16 let 1989 bylo třetím ročníkem tohoto turnaje. Vítězem se stala saúdskoarabská fotbalová reprezentace do 16 let.

## Kvalifikace
Na turnaj se kvalifikovaly nejlepší týmy z jednotlivých kontinentálních mistrovství.
| - Afrika (CAF) - Ghana - Guinea - Nigérie - Asie (AFC) - Bahrajn - Čína - Saúdská Arábie - Severní, Střední Amerika a Karibik (CONCACAF) - Kanada - Kuba - USA - Jižní Amerika (CONMEBOL) - Argentina - Brazílie - Kolumbie |  | - Evropa (UEFA) - NDR - Portugalsko - Oceánie (OFC) - Austrálie - Hostitel - Skotsko |

## Základní skupiny

### Skupina A
| Tým     | GP | V | R | P | VG | IG | +/- | B |
| ------- | -- | - | - | - | -- | -- | --- | - |
| Bahrajn | 3  | 2 | 1 | 0 | 5  | 1  | 4   | 5 |
| Skotsko | 3  | 1 | 2 | 0 | 4  | 1  | 3   | 4 |
| Ghana   | 3  | 0 | 2 | 1 | 2  | 3  | -1  | 2 |
| Kuba    | 3  | 0 | 1 | 2 | 2  | 8  | -6  | 1 |

| 10. června 1989 14:00 |          |       |                                                                   |
| Skotsko               | 0:0      | Ghana | Hampden Park, Glasgow diváci: 6 500 rozhodčí: Armando Perez Hoyos |
|                       | (Report) |       | Hampden Park, Glasgow diváci: 6 500 rozhodčí: Armando Perez Hoyos |

| 10. června 1989 15:45 |          |                                          |                                                                   |
| Kuba                  | 0:3      | Bahrajn                                  | Hampden Park, Glasgow diváci: 6 500 rozhodčí: Luis Felix Ferreira |
|                       | (Report) | Jasem 40' (pen.), 52' (pen.), 76' (pen.) | Hampden Park, Glasgow diváci: 6 500 rozhodčí: Luis Felix Ferreira |

| 12. června 1989 18:30           |          |      |                                                              |
| Skotsko                         | 3:0      | Kuba | Fir Park, Motherwell diváci: 9 000 rozhodčí: Peter Mikkelsen |
| Lindsay 30' McGoldrick 32', 39' | (Report) |      | Fir Park, Motherwell diváci: 9 000 rozhodčí: Peter Mikkelsen |

| 12. června 1989 20:15 |          |             |                                                             |
| Ghana                 | 0:1      | Bahrajn     | Fir Park, Motherwell diváci: 9 000 rozhodčí: Wieland Ziller |
|                       | (Report) | Ebrahim 42' | Fir Park, Motherwell diváci: 9 000 rozhodčí: Wieland Ziller |

| 14. června 1989 18:30 |          |               |                                                                |
| Skotsko               | 1:1      | Bahrajn       | Fir Park, Motherwell diváci: 13 500 rozhodčí: Ricardo Calabria |
| Beattie 2'            | (Report) | Abdulaziz 33' | Fir Park, Motherwell diváci: 13 500 rozhodčí: Ricardo Calabria |

| 14. června 1989 20:15   |          |                     |                                                          |
| Kuba                    | 2:2      | Ghana               | Fir Park, Motherwell diváci: 13 500 rozhodčí: Gary Fleet |
| Zerguera 9' Rosette 24' | (Report) | Aryee 22' Asare 72' | Fir Park, Motherwell diváci: 13 500 rozhodčí: Gary Fleet |

### Skupina B
| Tým       | GP | V | R | P | VG | IG | +/- | B |
| --------- | -- | - | - | - | -- | -- | --- | - |
| NDR       | 3  | 2 | 0 | 1 | 7  | 4  | 3   | 4 |
| Brazílie  | 3  | 2 | 0 | 1 | 5  | 3  | 2   | 4 |
| USA       | 3  | 1 | 1 | 1 | 5  | 7  | -2  | 3 |
| Austrálie | 3  | 0 | 1 | 2 | 3  | 6  | -3  | 1 |

| 10. června 1989 14:00 |          |           |                                                                     |
| NDR                   | 1:0      | Austrálie | Pittodrie Stadium, Aberdeen diváci: 3 300 rozhodčí: James McCluskey |
| Manke 51'             | (Report) |           | Pittodrie Stadium, Aberdeen diváci: 3 300 rozhodčí: James McCluskey |

| 10. června 1989 15:45 |          |          |                                                                   |
| USA                   | 1:0      | Brazílie | Pittodrie Stadium, Aberdeen diváci: 3 300 rozhodčí: Mohamed Hafez |
| Baba 37'              | (Report) |          | Pittodrie Stadium, Aberdeen diváci: 3 300 rozhodčí: Mohamed Hafez |

| 12. června 1989 18:30                           |          |                   |                                                                      |
| NDR                                             | 5:2      | USA               | Pittodrie Stadium, Aberdeen diváci: 2 300 rozhodčí: Mohd Noor Jaafar |
| Konetzke 7', 33' Seifert 12', 31' Rydlewicz 45' | (Report) | Baba 36' Wood 76' | Pittodrie Stadium, Aberdeen diváci: 2 300 rozhodčí: Mohd Noor Jaafar |

| 12. června 1989 20:15 |          |                            |                                                                    |
| Austrálie             | 1:3      | Brazílie                   | Pittodrie Stadium, Aberdeen diváci: 2 300 rozhodčí: David Brummitt |
| Corica 50'            | (Report) | Carlos 11', 34' Marcio 36' | Pittodrie Stadium, Aberdeen diváci: 2 300 rozhodčí: David Brummitt |

| 14. června 1989 18:30 |          |                    |                                                                         |
| NDR                   | 1:2      | Brazílie           | Pittodrie Stadium, Aberdeen diváci: 3 500 rozhodčí: Jean-Marie Lartigot |
| Knuth 29'             | (Report) | Márcio 4' Fred 70' | Pittodrie Stadium, Aberdeen diváci: 3 500 rozhodčí: Jean-Marie Lartigot |

| 14. června 1989 20:15  |          |                     |                                                                 |
| Austrálie              | 2:2      | USA                 | Pittodrie Stadium, Aberdeen diváci: 3 500 rozhodčí: Kil Ki-Chul |
| Pangallo 71' Suzor 73' | (Report) | Wood 6' Haskins 70' | Pittodrie Stadium, Aberdeen diváci: 3 500 rozhodčí: Kil Ki-Chul |

### Skupina C
| Tým       | GP | V | R | P | VG | IG | +/- | B |
| --------- | -- | - | - | - | -- | -- | --- | - |
| Nigérie   | 3  | 2 | 1 | 0 | 7  | 0  | 7   | 5 |
| Argentina | 3  | 1 | 2 | 0 | 4  | 1  | 3   | 4 |
| Čína      | 3  | 1 | 1 | 1 | 1  | 3  | -2  | 3 |
| Kanada    | 3  | 0 | 0 | 3 | 1  | 9  | -8  | 0 |

| 10. června 1989 14:00 |          |      |                                                              |
| Argentina             | 0:0      | Čína | Dens Park, Dundee diváci: 5 000 rozhodčí: Juan Escobar Lopez |
|                       | (Report) |      | Dens Park, Dundee diváci: 5 000 rozhodčí: Juan Escobar Lopez |

| 10. června 1989 15:45                      |          |        |                                                           |
| Nigérie                                    | 4:0      | Kanada | Dens Park, Dundee diváci: 5 000 rozhodčí: Mohammad Riyahi |
| Keshiro 27', 75' Oguntunase 56' Ikpeba 78' | (Report) |        | Dens Park, Dundee diváci: 5 000 rozhodčí: Mohammad Riyahi |

| 12. června 1989 18:30 |          |         |                                                               |
| Argentina             | 0:0      | Nigérie | Dens Park, Dundee diváci: 6 000 rozhodčí: Jean-Marie Lartigot |
|                       | (Report) |         | Dens Park, Dundee diváci: 6 000 rozhodčí: Jean-Marie Lartigot |

| 12. června 1989 20:15 |          |        |                                                                  |
| Čína                  | 1:0      | Kanada | Dens Park, Dundee diváci: 6 000 rozhodčí: Dodji Hounnake-Kouassi |
| Gao 34'               | (Report) |        | Dens Park, Dundee diváci: 6 000 rozhodčí: Dodji Hounnake-Kouassi |

| 14. června 1989 18:30                         |          |                  |                                                        |
| Argentina                                     | 4:1      | Kanada           | Dens Park, Dundee diváci: 6 000 rozhodčí: Hafidhi Ally |
| Paris 9' Castro 38' Castagno 40' Dascanio 74' | (Report) | Medero 19' (vl.) | Dens Park, Dundee diváci: 6 000 rozhodčí: Hafidhi Ally |

| 14. června 1989 20:15 |          |                                 |                                                          |
| Čína                  | 0:3      | Nigérie                         | Dens Park, Dundee diváci: 6 000 rozhodčí: Wieland Ziller |
|                       | (Report) | Fetuga 12' Ikpeba 22' Umoru 39' | Dens Park, Dundee diváci: 6 000 rozhodčí: Wieland Ziller |

### Skupina D
| Tým            | GP | V | R | P | VG | IG | +/- | B |
| -------------- | -- | - | - | - | -- | -- | --- | - |
| Portugalsko    | 3  | 1 | 2 | 0 | 6  | 5  | 1   | 4 |
| Saúdská Arábie | 3  | 1 | 2 | 0 | 5  | 4  | 1   | 4 |
| Guinea         | 3  | 0 | 3 | 0 | 4  | 4  | 0   | 3 |
| Kolumbie       | 3  | 0 | 1 | 2 | 3  | 5  | -2  | 1 |

| 10. června 1989 14:00 |          |                   |                                                              |
| Guinea                | 1:1      | Kolumbie          | Tynecastle, Edinburgh diváci: 2 000 rozhodčí: David Brummitt |
| Camara 2'             | (Report) | Gaibao 60' (pen.) | Tynecastle, Edinburgh diváci: 2 000 rozhodčí: David Brummitt |

| 10. června 1989 15:45 |          |                         |                                                                |
| Saúdská Arábie        | 2:2      | Portugalsko             | Tynecastle, Edinburgh diváci: 2 000 rozhodčí: Ricardo Calabria |
| Al Shamrani 60', 80'  | (Report) | Figo 17' (pen.) Gil 23' | Tynecastle, Edinburgh diváci: 2 000 rozhodčí: Ricardo Calabria |

| 12. června 1989 18:30 |          |                                 |                                                                 |
| Guinea                | 2:2      | Saúdská Arábie                  | Tynecastle, Edinburgh diváci: 2 800 rozhodčí: Arlington Success |
| Oulare 56' Camara 62' | (Report) | Fofana 52' (vl.) Al Romaihi 71' | Tynecastle, Edinburgh diváci: 2 800 rozhodčí: Arlington Success |

| 12. června 1989 20:15 |          |                                       |                                                       |
| Kolumbie              | 2:3      | Portugalsko                           | Tynecastle, Dundee diváci: 2 800 rozhodčí: Arie Frost |
| Moreno 27' Nieto 79'  | (Report) | Canate 2' (vl.) Gil 44' Adalberto 78' | Tynecastle, Dundee diváci: 2 800 rozhodčí: Arie Frost |

| 14. června 1989 18:30 |          |              |                                                               |
| Guinea                | 1:1      | Portugalsko  | Tynecastle, Edinburgh diváci: 4 000 rozhodčí: James McCluskey |
| Camara 24'            | (Report) | Lourenço 80' | Tynecastle, Edinburgh diváci: 4 000 rozhodčí: James McCluskey |

| 14. června 1989 20:15 |          |                |                                                             |
| Kolumbie              | 0:1      | Saúdská Arábie | Tynecastle, Edinburgh diváci: 4 000 rozhodčí: Mohamed Hafez |
|                       | (Report) | Al Romaihi 80' | Tynecastle, Edinburgh diváci: 4 000 rozhodčí: Mohamed Hafez |

## Play off

### Čtvrtfinále
| 17 . června 1989 15:00 |                         |          |                                                           |
| Bahrajn                | 0:0 (prodl.) (4:1 pen.) | Brazílie | Fir Park, Motherwell diváci: 9 500 rozhodčí: Hafidhi Ally |
|                        | (Report)                |          | Fir Park, Motherwell diváci: 9 500 rozhodčí: Hafidhi Ally |

| 17. června 1989 15:00 |          |             |                                                                         |
| NDR                   | 0:1      | Skotsko     | Pittodrie Stadium, Aberdeen diváci: 10 200 rozhodčí: Juan Pablo Escobar |
|                       | (Report) | Lindsay 80' | Pittodrie Stadium, Aberdeen diváci: 10 200 rozhodčí: Juan Pablo Escobar |

| 17. června 1989 15:00 |                         |                |                                                               |
| Nigérie               | 0:0 (prodl.) (0:2 pen.) | Saúdská Arábie | Dens Park, Dundee diváci: 5 500 rozhodčí: Armando Pérez Hoyos |
|                       | (Report)                |                | Dens Park, Dundee diváci: 5 500 rozhodčí: Armando Pérez Hoyos |

| 17. června 1989 21:00 |          |            |                                                          |
| Portugalsko           | 2:1      | Argentina  | Tynecastle, Edinburgh diváci: 5 000 rozhodčí: Arie Frost |
| Figo 23' Tulipa 46'   | (Report) | Selenzo 8' | Tynecastle, Edinburgh diváci: 5 000 rozhodčí: Arie Frost |

### Semifinále
| 20. června 1989 19:30 |          |                |                                                             |
| Bahrajn               | 0:1      | Saúdská Arábie | Fir Park, Motherwell diváci: 9 000 rozhodčí: Wieland Ziller |
|                       | (Report) | Al Romaihi 47' | Fir Park, Motherwell diváci: 9 000 rozhodčí: Wieland Ziller |

| 20. června 1989 20:15 |          |            |                                                                    |
| Portugalsko           | 0:1      | Skotsko    | Tynecastle, Edinburgh diváci: 29 000 rozhodčí: Jean-Marie Lartigot |
|                       | (Report) | O'Neil 54' | Tynecastle, Edinburgh diváci: 29 000 rozhodčí: Jean-Marie Lartigot |

### O 3. místo
| 23. června 1989 19:30 |          |                         |                                                            |
| Bahrajn               | 0:3      | Portugalsko             | Tynecastle, Edinburgh diváci: 2 000 rozhodčí: Hafidhi Ally |
|                       | (Report) | Tulipa 24', 64' Gil 52' | Tynecastle, Edinburgh diváci: 2 000 rozhodčí: Hafidhi Ally |

### Finále
| 24. června 1989 15:00      |                         |                      |                                                                         |
| Saúdská Arábie             | 2:2 (prodl.) (5:4 pen.) | Skotsko              | Hampden Park, Glasgow diváci: 50 956 rozhodčí: Juan Pablo Escobar Lopez |
| Sulaiman 49' Al Teriar 65' | (Report)                | Downie 7' Dickov 25' | Hampden Park, Glasgow diváci: 50 956 rozhodčí: Juan Pablo Escobar Lopez |